# 194 mm/40 Model 1893
194 mm/40 Model 1893 — 194-миллиметровое корабельное артиллерийское орудие, разработанное и производившееся в Франции. Модифицированное орудие 194 mm/45 Model 1887. Состояло на вооружении ВМС Франции. Им был вооружён броненосный крейсер «Потюо».